# قسم آق آباد الريفي (مقاطعة غنبد كاووس)
قسم آق‌آباد الريفي (بالفارسية: دهستان آق‌آباد) هي منطقة ريفية تقع في قسم في إيران. يقدر عدد سكانها بـ 29,707 نسمة .